# Instrument de măsură
Un instrument de măsură este un sistem de corpuri, cu mobilitate mutuală, folosit la măsurarea sau controlul mărimilor de stare fizico-chimice sau a mărimilor de stare globale ale unui sistem fizic, deduse din cele de stare, sau corpuri fără mobilitate mutuală, dar gradate, care servesc pentru măsurători geometrice.
După categoria (felul) mărimilor ale căror valori sunt măsurate cu ele, instrumentele de măsură se grupează în:
- instrumente de măsură mecanice, care măsoară dimensiuni liniare ( metrul, rigla, calibrul, micrometrul), unghiuri (raportorul), arii (planimetrul), volume ( biureta, cilindrul gradat), timpul (orologiul, ceasornicul, cronometrul), viteza (vitezometrul, anemometrul, tubul Pitot), turația (tahometrul), accelerația (accelerometrul), frecvența (frecvențmetrul), amplitudinea vibrațiilor (seismometrul), forța (dinamometrul, balanța, cântarul), presiunea (manometrul, barometrul), densitatea lichidelor (areometrul), nivelul ( nivela), orizontalitatea (nivela), altitudinea (altimetrul), debitul (apometrul, contorul) etc.

- instrumente de măsură termice, care măsoară mărimi termice: temperatură (termometrul), cantitate de căldură (calorimetrul).

- instrumente de măsură electrice, care măsoară mărimi electrice, de exemplu: ampermetrul, voltmetrul, wattmetrul, fazmetrul, frecvențmetrul, ohmmetrul etc. De asemeni sunt denumite uzual electrice acele instrumente cu care se măsoară diferite mărimi (neelectrice) prin conversia lor în mărimi electrice.

- instrumente de măsură magnetice, care măsoară mărimi magnetice, de exemplu: intensitatea de câmp magnetic (magnetometrul), tensiometrul magnetic, permeabilitatea materialelor (permeametrul), sau cele care au ca piesă de lucru principală un magnet.

- instrumente de măsură optice, care măsoară mărimi optice, de exemplu luxmetrul. De asemeni sunt denumite uzual optice acele instrumente care au incluse în construcția lor principială lentile sau oglinzi .

După destinație, instrumentele pot fi:
- instrumente de cartografie.

## Noțiuni din vocabularul standard al metrologiei
Organizația Internațională de Metrologie Legală (en) a definit expres unele noțiuni legate de instrumentele de măsură în standardul OIML V 2-200 a cărei traducere oficială în limba română este SR Ghid ISO/CEI 99: 2010.
- O clasă de precizie este o clasă de instrumente de măsură sau sisteme de măsurare care satisfac anumite cerințe metrologice stabilite destinate menținerii erorilor de măsurare sau incertitudinilor instrumentale între limite specificate în condiții de funcționare specificate.
- Deriva (variația, drift-ul, modificarea indicației) unui instrument de măsură este modificarea continuă sau graduală în timp a indicației, din cauza modificărilor (interne) la nivelul caracteristicilor metrologice ale unui instrument de măsură.
- Un detector este un dispozitiv sau o substanță care indică prezența unui fenomen, a unui corp sau a unei substanțe atunci când se depășește valoarea de prag a unei mărimi asociate.
- Domeniul de măsurare al unui interval de indicație nominal este reprezentat de valoarea absolută a diferenței dintre valorile extreme ale mărimii într-un interval de indicație nominal.
- Eroarea informației de măsurare este eroarea de măsurare a unui instrument de măsură sau sistem de măsurare pentru o valoare specificată a mărimii măsurate.
- Eroarea la valoarea zero a mărimii măsurate este eroarea informației de măsurare acolo unde valoarea specificată a mărimii măsurate este zero.
- Incertitudinea instrumentală este o componentă a incertitudinii de măsurare ce provine de la un instrument de măsură sau un sistem de măsurare în uz.
- O indicație este o valoare a mărimii furnizată de un instrument de măsură sau de un sistem de măsurare.
- O indicație martor (sau de fond) este o indicație obținută de la un fenomen, corp sau substanță similare fenomenului, corpului sau substanței în curs de investigare, dar pentru care o mărime de interes este presupusă a nu fi prezentă sau nu contribuie la indicație.
- Un instrument de măsurare indicator este un instrument de măsură ce furnizează un semnal de ieșire cuprinzând informații despre valoarea mărimii care este măsurată.
- Un instrument de măsurare cu afișaj este un instrument de măsurare indicator la care semnalul de ieșire are formă vizuală.
- Un interval de măsurare (sau de lucru) este un ansamblu de valori ale mărimilor de aceeași natură care pot fi măsurate de un instrument de măsură sau un sistem de măsurare dat cu o incertitudine instrumentală (de măsurare) specificată, în condiții definite.
- Un interval de indicație nominal este un set de valori mărginit de indicații extreme rotunjite sau aproximative, care se poate obține pentru o poziție particulară a comenzilor unui instrument de măsură sau sistem de măsurare și care servește la indicarea acestei poziții.
- Stabilitatea unui instrument de măsură reprezintă proprietatea unui instrument de măsură prin care caracteristicile sale metrologice rămân constante în timp.
- Regimul de operare de limită este reprezentat de condițiile de funcționare extreme pe care se cere să le suporte un instrument de măsură sau un sistem de măsurare, fără distrugeri și fără deteriorarea caracteristicilor metrologice specifice, atunci când acesta funcționează ulterior în condiții inferioare regimului său de operare nominal.
- Regimul de operare de referință este reprezentat de condițiile de funcționare prevăzute pentru evaluarea funcționarii unui instrument de măsură sau unui sistem de măsurare sau pentru compararea rezultatelor de măsurare.
- Regimul de operare nominal este un regim de funcționare care trebuie obținut în timpul măsurării astfel încât un instrument de măsură sau un sistem de măsurare să funcționeze conform proiectării sale.
- Regimul de operare staționar reprezintă un regim de funcționare a unui instrument de măsură sau sistem de măsurare în care relația stabilită prin etalonare ramâne validă chiar și pentru un măsurand care variaza în timp.
- Rezoluția unui dispozitiv de afișare este cea mai mică diferență dintre indicațiile afișate care poate fi percepută în mod semnificativ.
- Scara unui instrument de măsurare cu afișaj este o componentă a unui instrument de măsură cu afișaj constând dintr-un set ordonat de marcaje împreună cu orice valori ale mărimii asociate.
- Timpul de reacție în trepte reprezintă durata dintre momentul în care o valoare a mărimii de intrare a unui instrument de măsură sau a unui sistem de măsurare suferă o schimbare abruptă între două valori constante specificate ale mărimii și momentul când o indicație corespunzătoare se stabilizează între limite specificate în jurul valorii sale fixe finale.
- Un transformator de măsură este un dispozitiv folosit în măsurare care furnizează o mărime de ieșire aflată într-o relație specificată cu mărimea de intrare.